# Migmatita
La migmatita és una roca metamòrfica i plutònica d'origen mixt, que es forma mitjançant la fusió parcial d'una roca metamòrfica o la invasió de magma en una roca ja metamorfitzada. Aquesta roca es troba en el grup de les migmatites, i és una part essencial de les roques de transició entre els granits i els esquists cristal·lins. Petrogràficament, la migmatita està composta per dues parts diferents, conegudes com el paleosoma i el neosoma. El paleosoma és la roca encaixant que es troba en un estat de metamorfisme més o menys avançat. D'altra banda, el neosoma és una roca granítica (pegmatítica o aplítica). En la seva forma megascòpica, tant el paleosoma com el neosoma presenten estructures o fàbriques de penetració, que són característiques i útils per a identificar aquest tipus de roca. El concepte de migmatita va ser reconegut per primer cop per Sederholm l'any 1907. Posteriorment, Mehnert l'any 1968 va afegir més informació a aquesta definició. A vegades, també s'utilitza el terme «gneis granititzat» per fer referència a la migmatita, però el nom científic correcte és migmatita. El procés de formació de la migmatita, conegut com a migmatització, implica condicions extremes de pressió i temperatura. La combinació d'aquests factors provoca la fusió parcial de minerals presents a la roca metamòrfica, que al refredar-se, dona lloc a la coexistència de minerals metamòrfics i magmàtics. Aquesta complexa interacció dona origen a la característica estructura bandejada o foliada de les migmatites.

## Característiques
La migmatita és una roca silicatada, heterogènia i normalment composta de parts fosques i clares. Les parts fosques es corresponen a les característiques de roques metamòrfiques i les parts clares són d'aspecte plutònic.
La part parcialment fosa d'una migmatita pot contenir roques de color pàl·lid de composició quarzofeldspàtica o feldespàtica, i roques de color més fosc enriquides amb minerals ferromagnèsics.

## Formació
Es formen per les reaccions metamòrfiques a l'escorça terrestre, en un un interval de temperatures entre els 200°C i la fusió de la roca, que pot atènter entre 650°C i 1 000°C. amb l'augment de la temperatura, bona part dels minerals de les roques deixen de ser estables i els elements químics es combinen i s'associen amb altres minerals d'acord amb els canvis de pressió i temperatura.
La fusió parcial, o anatèxia, de les roques de l'escorça terrestre és un procés que depèn de les condicions de temperatura (T) i pressió (P), la predisposició o composició del protòlit i la presència d'aigua o altres elements. A mesura que una roca viatja per l'escorça terrestre, les condicions P-T canvien i produeixen l'alteració del conjunt dels minerals.

## Tipus de migmatites

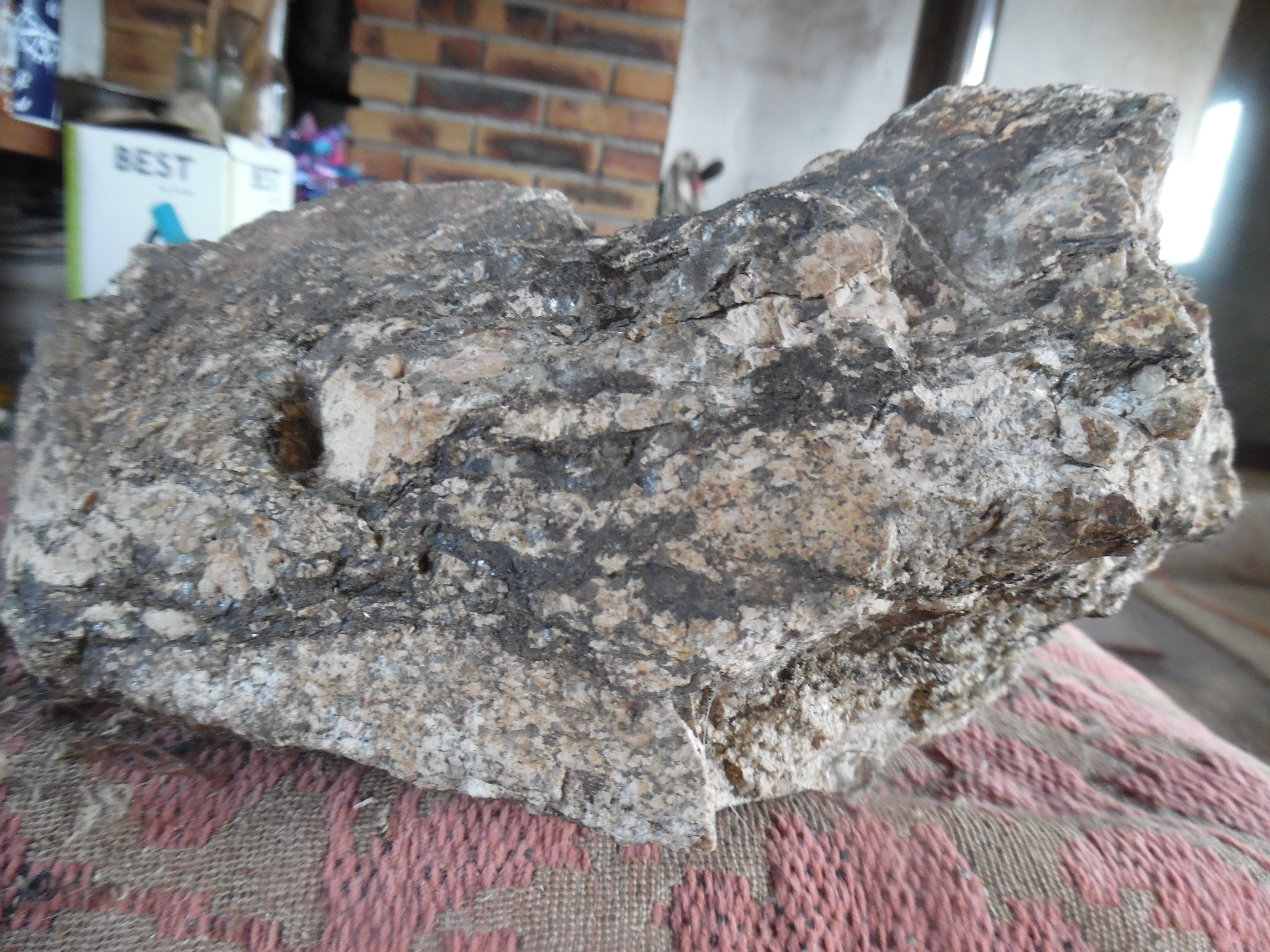
Paragneiss migmatitic (metatexita) Bussière-Badil, Dordogne, França

Les migmatites es poden dividir en dos grups principals; metatexites i diatexites.

### Metatexita
Una metatexita és una migmatita heterogènia a escala d'afloraments que conserva estructures coherents i de fusió de l'antiga roca. Bàsicament, una metatexita és una roca migmatítica que conserva íntegrament l'estructura,.

### Diatexita
Una diatexita és una migmatita on dominen les característiques de la nova roca que té un aspecte variable i menys homogeni.
La transició d'una metatexita a una diatexita depèn de la proporció o grau de fosa a la roca i de la força o tensió al qual està sotmesa.